# Condado de Grand Forks
El condado de Grand Forks (en inglés: Grand Forks County, North Dakota), fundado en 1873,  es uno de los 53 condados del estado estadounidense de Dakota del Norte. En el año 2000 tenía una población de  66 109 habitantes y una densidad poblacional de 18 personas por km². La sede del condado es Grand Forks.

## Geografía
Según la Oficina del Censo, el condado tiene un área total de 3730 km² (1440,2 mi²), de la cual 3724 km² (1437,8 mi²) es tierra y 5 km² (1,9 mi²) es agua.

### Condados adyacentes
- Condado de Walsh (norte)
- Condado de Polk (este)
- Condado de Traill (sureste)
- Condado de Steele (suroeste)
- Condado de Nelson (oeste)

### Áreas protegidas nacionales
- Kellys Slough Refugio Nacional de Vida Silvestre
- Ganso pequeño Refugio Nacional de Vida Silvestre

## Demografía
En el 2000 la renta per cápita promedia del condado era de $35 785, y el ingreso promedio para una familia era de $46 620. El ingreso per cápita para el condado era de $17 868. En 2000 los hombres tenían un ingreso per cápita de $30 079 versus $21 426 para las mujeres. Alrededor del 12.30% de la población estaba bajo el umbral de pobreza nacional.
| 1880 | 1890   | 1900   | 1910   | 1920   | 1930   | 1940   | 1950   | 1960   | 1970   | 1980   | 1990   | 2000   | Est. 2009 |
| ---- | ------ | ------ | ------ | ------ | ------ | ------ | ------ | ------ | ------ | ------ | ------ | ------ | --------- |
| 6248 | 18 357 | 24 459 | 27 888 | 28 795 | 31 956 | 34 518 | 39 448 | 48 677 | 61 102 | 66 100 | 70 683 | 66 109 | 66 414    |

## Mayores autopistas
| - Interestatal 29 - U.S. Highway 2 - U.S. Highway 81 | - Carretera de Dakota del Norte 15 - Carretera de Dakota del Norte 18 - Carretera de Dakota del Norte 32 |

## Lugares

### Ciudades
- Grand Forks
- Larimore
- Thompson
- Northwood
- Emerado
- Manvel
- Reynolds  (pequeña parte de la ciudad se extiende hacia el Condado de Traill County)
- Gilby
- Inkster
- Niagara

Nota: todas las comunidades incorporadas en Dakota del Norte se les llama "ciudades" independientemente de su tamaño

### Lugares censo-señalados
- Grand Forks AFB

### Municipios
| - Municipio de Agnes - Municipio de Allendale - Municipio de Americus - Municipio de Arvilla - Municipio de Avon - Municipio de Bentru - Municipio de Blooming - Municipio de Brenna - Municipio de Chester - Municipio de Elkmount - Municipio de Elm Grove - Municipio de Fairfield - Municipio de Falconer - Municipio de Ferry | - Municipio de Gilby - Municipio de Grace - Municipio de Grand Forks - Municipio de Hegton - Municipio de Inkster - Municipio de Johnstown - Municipio de Lakeville - Municipio de Larimore - Municipio de Levant - Municipio de Lind - Municipio de Logan Center - Municipio de Loretta - Municipio de Mekinock - Municipio de Míchigan | - Municipio de Moraine - Municipio de Niagara - Municipio de Northwood - Municipio de Oakville - Municipio de Pleasant View - Municipio de Plymouth - Municipio de Rye - Municipio de Strabane - Municipio de Turtle River - Municipio de Union - Municipio de Walle - Municipio de Washington - Municipio de Wheatfield |